# Грот танцующих оленей
«Грот танцующих оленей» (англ. Grotto of the Dancing Deer) — научно-фантастический рассказ американского писателя Клиффорда Саймака. Впервые опубликован в США в 1980 году. Рассказ получил три главные литературные премии в области научной фантастики: в 1980 году — «Небьюла», а в 1981 — «Хьюго» и «Локус». Также в 1981 году рассказ был удостоен премии AnLab award (Analog).

## Сюжет
Группа археологов случайно обнаруживает грот, а в нем — наскальные рисунки. Радиоуглеродный анализ показал, что изображения созданы около 20 тысяч лет назад. Один из археологов, Бойд, после череды случайных событий приходит к выводу, что автор рисунков находился в его группе. И его возраст — 200 веков.

## Издания
Впервые рассказ был опубликован в журнале Astounding Science Fiction в апреле 1980 года. Позже неоднократно публиковался на английском в составе различных антологий.
На русском языке впервые был опубликован в переводе Александра Корженевского в журнале «Знание — сила» в 1988 году. В дальнейшем рассказ в данном переводе публиковался в нескольких изданиях произведений Клиффорда Саймака — в 1994, 2002 (в 2006 и 2008 годах был выпущен дополнительный тираж), 2005 и 2009 годах.

## Награды
- Премия «Небьюла»: 1980 год (номинация «рассказ (Short story)»)
- Премия «Хьюго»: 1981 год (номинация «рассказ (Short story)»)
- Премия «Локус»: 1981 год (номинация «рассказ (Short story)»)
- Премия «AnLab award (Analog)»: 1981 год (номинация «рассказ (Short story)»)